# Elekmonar
Elekmonar (russisch Элекмона́р; südaltaisch Эликманар, Elikmanar) ist ein Dorf (selo) in der Republik Altai (Russland) mit 1755 Einwohnern (Stand 14. Oktober 2010).

## Geographie
Der Ort liegt gut 50 km Luftlinie südlich der Republikhauptstadt Gorno-Altaisk im russischen Altai, westlich des Iolgo-Kammes, der etwa 35 km vom Ort entfernt mit dem Gipfel der Akkaja eine Höhe von 2385 m erreicht. Elekmonar erstreckt sich über etwa 5 km in einem schmalen Streifen entlang dem rechten Ufer des Katun sowie etwa 3 km das Tal von dessen rechtem Zufluss Elekmonar (Elikmanar) hinauf.
Das Dorf gehört zum Rajon Tschemalski; sein Zentrum befindet sich etwa 5 km nördlich vom Rajonverwaltungssitz Tschemal. Es ist Sitz der Landgemeinde Elekmonarskoje selskoje posselenije, zu der neben dem Dorf Elekmonar noch das kleine Dorf Karakol mit nur 8 Einwohnern gehört.

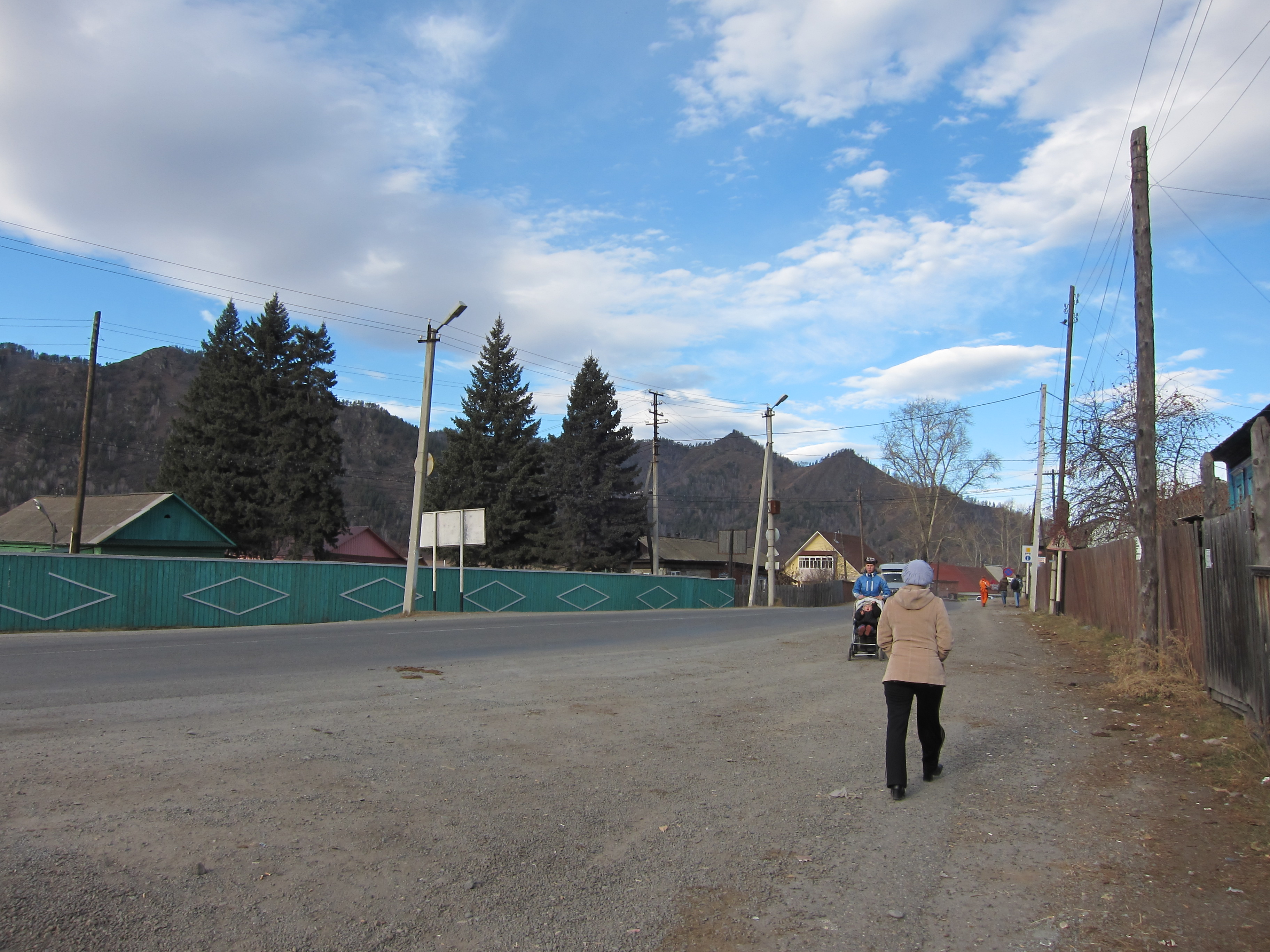
Straße in Elekmonar
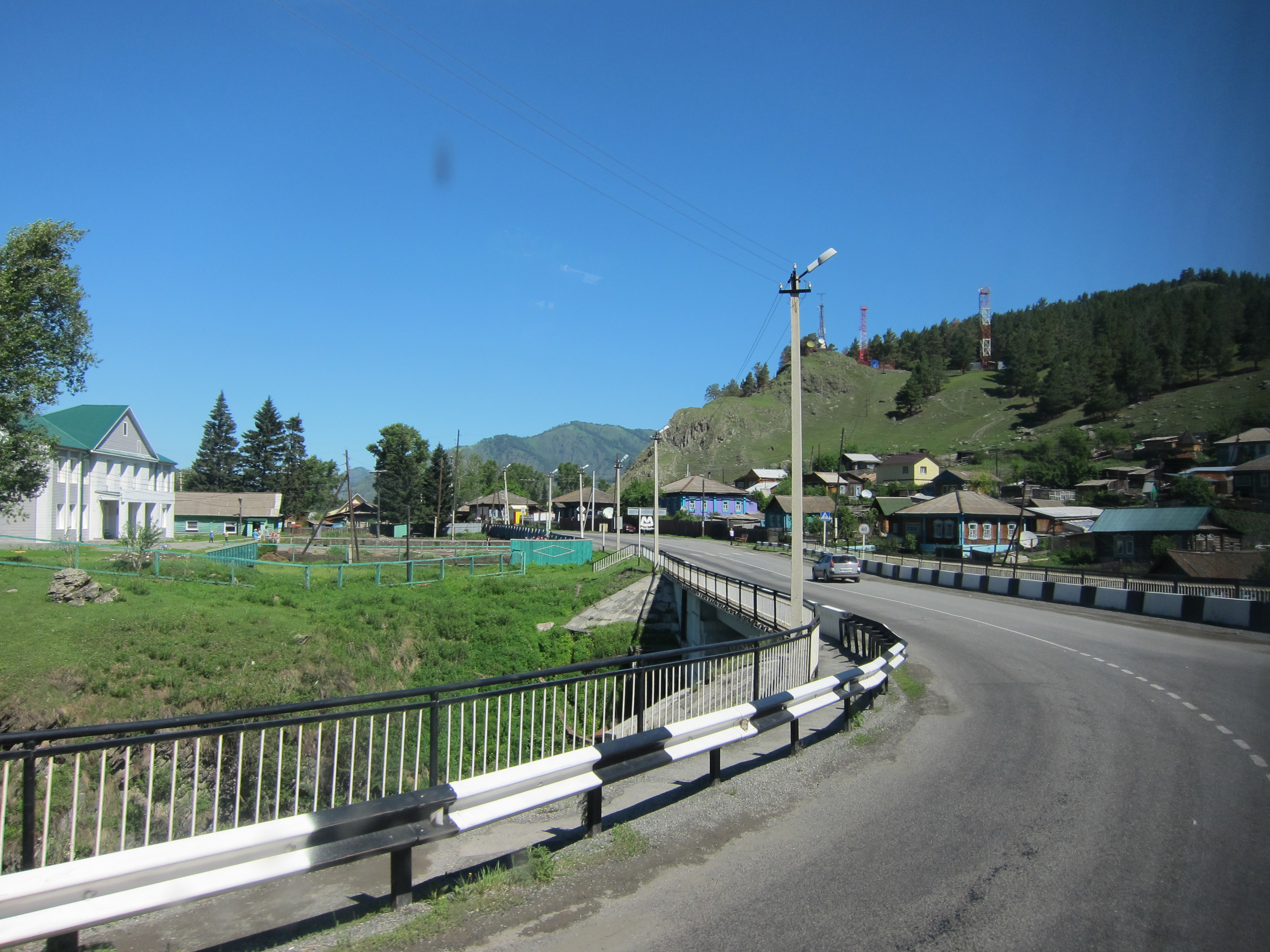
Brücke über den Elekmonar (Elikmanar) und zentraler Teil des Ortes

## Geschichte

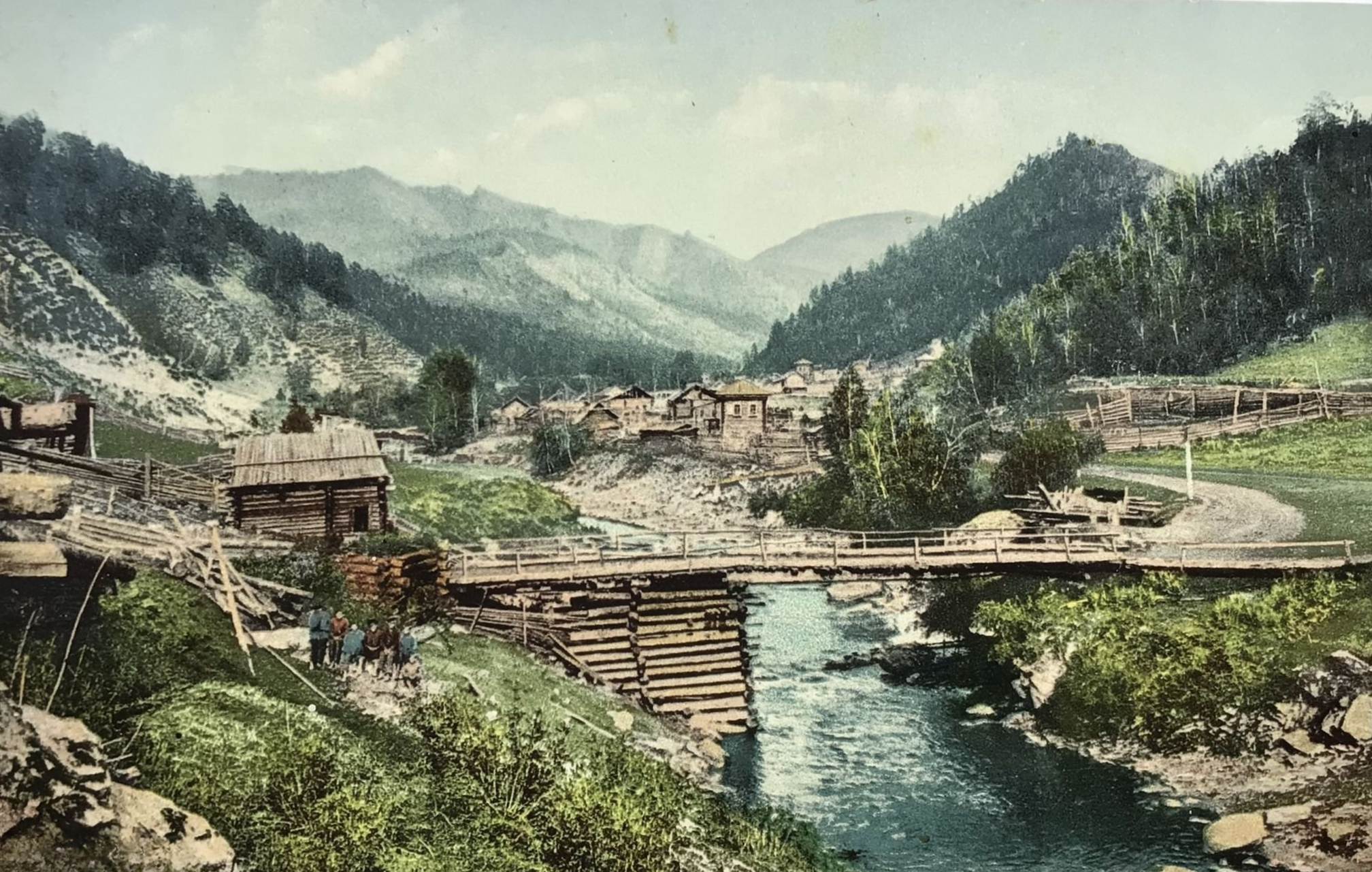
Das Dorf Elekmonar zu Anfang des 20. Jahrhunderts

Das Dorf wurde 1933 Verwaltungssitz des 1922 gegründetes Tschemalski aimak der damaligen Oirotischen Autonomen Oblast, Vorgängerin der heutigen Republik Altai. Die Verwaltungseinheit wurde daraufhin in Elikmanarski aimak umbenannt. 1962/1963 wurde sie aufgelöst. Bei der Wiederausgliederung des Tschemalski rajon aus dem Schebalinski rajon 1992 wurde der mittlerweile etwa doppelt so große Nachbarort Tschemal dessen Verwaltungszentrum, wie schon bis 1933.

### Bevölkerungsentwicklung
| Jahr | Einwohner |
| ---- | --------- |
| 1939 | 1108      |
| 1959 | 1393      |
| 2010 | 1755      |

Anmerkung: Volkszählungsdaten

## Verkehr
Elekmonar liegt an der Tschemalski trakt genannten Straße, die gut 25 km nördlich (katunabwärts) von der Fernstraße M52 Nowosibirsk – mongolische Grenze (Tschuiski trakt) abzweigt und nach Tschemal sowie den weiter oberhalb (südlich) am Katun gelegenen Dörfern wie Jelanda und Kujus führt.